# Macas
En la mitología griega las Macas (en griego Μάχαi, en latín Machae) eran las personificaciones de las «batallas» y los «combates», especialmente descritas en la poesía épica. Provienen del sustantivo singular μάχη (mákhe). Solo son mencionadas por Hesíodo, en la Teogonía, donde las describe como un colectivo sin más: 

Por su parte la maldita Eris parió al doloroso Ponos (trabajo pesado), a Lete (olvido), a Limos (inanición) y Algea (dolores), a las Hisminas (pleitos), las Macas (batallas), los Fonos (asesinatos), las Androctasias (homicidios involuntarios), los Neikea (peleas), los Pseudologos (mentiras), las Anfilogías (conflictos), a Disnomia (anarquía) y a Ate (ruina), todos ellos compañeros inseparables, y a Horcos (juramento), el que más dolores propicia a los hombres de la tierra siempre que alguno perjura voluntariamente.

En otras fuentes sí aparecen otras abstracciones personificadas de manera individual y relacionadas con el campo de batalla, pero nunca se especifica que sean parte de las Macas. Esas fuentes son, a saber:
El escudo de Heracles:

Allí estaban labradas la Persecución (Proioxis) y el Contraataque (Palioxis). Allí también ardían el Tumulto (Homados), el Terror (Fobos) y las Masacres (Andoctasías). Allí también se arrojaban la Discordia (Eris) y el Desorden (Cydoimos); y allí la funesta Parca (Ker), con un guerrero vivo, recién herido, y otro ileso, a otro le arrastraba a duras penas de ambos pies; un manto tenía en los hombros, enrojecido con sangre humana; miraba de modo horrible y rugía con grandes alaridos.

En la Ilíada:

A ambos lados de los hombros se echó la floqueada égida terrible, cuyo contorno entero está aureolado por la Huida (Deimos); en ella está la Disputa (Eris), el Coraje (Alke), el gélido Ataque (Ioke), en ella está la cabeza de la Górgona (Gorgo), terrible monstruo, espantosa y pavorosa, prodigio de Zeus, portador de la égida.

En Píndaro:

¡Oye, Alalá, hija de la Guerra (Polemos), preludio de las lanzas, a quien se entregan los hombres, por la ciudad, en santa ofrenda de muerte!.